# Asociația de Fotbal din Kuweit
Asociația de Fotbal din Kuweit (arabă الإتحاد الكويتي لكرة القدم) este forul ce guvernează fotbalul în Kuweit. Se ocupă de organizarea echipei naționale și a altor competiții de fotbal din stat cum ar fi Premier League (Kuweit). A fost suspendată de două ori de către FIFA din cauza amestecului politicului în fotbalul kuwaeitian.